# Everywoman
Everywoman è un film muto del 1919 diretto da George Melford. Di genere allegorico, la storia prende spunto dall'omonimo lavoro teatrale di Walter Browne, andato in scena in prima a Broadway il 27 febbraio 1911.

## Trama
Una ragazza che vende i suoi baci per una fiera di beneficenza viene contattata da due impresari teatrali. La mattina seguente, si sveglia come Everywoman e le sue amiche hanno preso il nome di Modestia, Gioventù e Bellezza. I due teatranti ora si chiamano Bluff e Stuff e Adulazione la convince a salire sul Palcoscenico della Vita per cercare l'Amore. Quando lei scambia l'attore Passione per Amore, Modestia la lascia ma Everywoman si ricrede su Passione scoprendo che lui sarà interessato a lei solo fino a quando lei avrà con lei Gioventù e Bellezza. Dopo aver perso Gioventù che le è stata sottratta da Tempo, Everywoman cerca di vendersi a Ricchezza, un milionario, ma lui la rifiuta. Accanto a lei rimane solo Nessuno, il suo unico amico. Con lui, si reca a casa di Verità, dove scopre che il figlio di Verità, un medico, è Amore, quello che lei aveva sempre cercato. Da lei tornano allora Modestia insieme a Bellezza.

## Produzione
Il film fu prodotto dalla Paramount Pictures con il nome Famous Players-Lasky Corporation.
Le sculture che appaiono fotografate nei sottotitoli, furono costruite da Willie Hopkins.

## Distribuzione
Il copyright del film, richiesto dalla Famous Players-Lasky Corp., fu registrato il 29 ottobre 1919 con il numero LP14383.
Distribuito dalla Paramount Pictures, il film - presentato da Jesse L. Lasky - uscì nelle sale cinematografiche statunitensi il 30 dicembre 1919 dopo essere stato presentato in prima al Grand Theatre di Columbus, in Ohio, nella settimana del 13 dicembre.
Non si conoscono copie ancora esistenti della pellicola che viene considerata presumibilmente perduta.